# Aeroportul Bruxelles
Aeroportul Bruxelles, denumit oficial Brussels Airport (IATA: BRU, ICAO: EBBR) (anterior numit în neerlandeză Brussel-Nationaal și în franceză Bruxelles-National), denumire colocvială  Aeroportul Zaventem, este un aeroport internațional aflat la 12 km nord-est de Bruxelles, capitala Belgiei. În 2016, circa 21,7 milioane de pasageri au trecut prin Brussels Airport, poziționându-l ca al 26-lea cel mai aglomerat aeroport european. Brussels Airport este situat parțial în comuna Zaventem, parțial în zona Diegem din comuna Machelen și parțial în Steenokkerzeel, localități din Regiunea flamandă a Belgiei. Aeroportul este gazda a circa 260 de companii, care angajează în mod direct 20.000 de persoane, și servește ca bază logistică pentru Brussels Airlines și TUIfly Belgium. În total, circa 60.000 de persoane sunt angajate în mod direct sau indirect în zona Brussels Airport.
Compania care operează aeroportul se numește Brussels Airport Company N.V./S.A.; înainte de 19 octombrie 2006, numele acesteia era BIAC (Brussels International Airport Company), fiind creată printr-o lege care stabilea fuziunea dintre BATC și departamentele pentru operațiuni terestre ale RLW/RVA. Din 2011, aeroportul este deținut în proporție de 39% de Fondul de Pensii al Profesorilor din Ontario, organizație cu sediul în Toronto, de fondul Macquarie Group (36%) și de Statul belgian (25%).
Pe 22 martie 2016, sala de plecări a aeroportului a fost puternic avariată de explozia a două bombe. Aeroportul a fost închis până pe 3 aprilie 2016, când a fost redeschis cu ajutorul unor structuri de primire temporare care asigurau operarea lui la mai puțin de 20% din capacitatea anterioară. Treptat, aeroportul a redevenit complet operațional, atingând un record de 90.000 de pasageri pe 29 iulie 2016.

## Istoric

### Primii ani
Originile aeroportului din Zaventem datează din 1940, când forțele de ocupație germane au confiscat 600 ha de terenuri agricole destinate ca eventual aerodrom de rezervă („Steenokkerzeel”). Acolo, Luftwaffe a instalat baza aeriană Fliegerhorst Melsbroek și a construit 3 piste în formă de triunghi: pista 02/20, pista 07L/25R (ambele în uz și astăzi) și pista 12/30. Clădirile aeroportului au fost construite în municipalitatea Melsbroek din apropiere și nu în Zaventem, de aceea aerodromul a fost denumit de localnici Melsbroek. Conform unei legende urbane, germanii ar fi ales poziția aeroportului după ce au întrebat localnicii, iar aceștia le-au indicat un loc în care se producea adesea ceață.
După eliberarea de la 3 septembrie 1944, infrastructura germană de la Melsbroek a căzut în mâinile britanicilor. Când vechiul aeroport civil din Haren a devenit prea mic, autoritățile belgiene au decis să folosească aerodromul de la Melsbroek pentru dezvoltarea unui nou aeroport național. În 1948 a fost gata noul terminal construit pentru a înlocui clădirea de lemn. În același an, pistele 02/20 și 07L/25R au fost prelungite până la 1.200 m, respectiv 2.450 m, în timp ce pista 12/30 a rămas la 1.300 m. Aerodromul civil de la Melsbroek a fost inaugurat oficial de Prințul regent Carol, Conte de Flandra, pe 20 iulie 1948. Între 1948 și 1956 au fost construite mai multe clădiri și anexe, majoritatea pe teritoriul municipalității Melsbroek.
În 1955 a fost realizată o cale ferată din centrul orașului Bruxelles și până la aeroport. Linia a fost inaugurată oficial de Regele Baudouin, pe 15 mai 1955.
În 1956 a fost construită o nouă pistă de 2.300 m, 07R/25L, poziționată aproape paralel cu 07L/25R. Ea se află și astăzi în folosință și a fost ulterior extinsă la 3.200 m. În aprilie 1956, guvernul belgian a decis construirea unui nou aeroport, folosind aceleași piste, dar cu clădirile ridicate la celălalt capăt, în municipalitatea Zaventem. În aprilie 1957 au început lucrările la noul terminal, pregătind aeroportul pentru Expoziția Universală din 1958. Pista înierbată 12/30 a fost desființată pentru a face loc noului terminal de pasageri. Noul aeroport a fost inaugurat pe 5 iulie 1958, la timp pentru Expo 1958. Clădirile din partea din Melsbroek sunt încă folosite de Forțele Aeriene Belgiene (Escadrila 15 Transport Aerian), iar locul este cunoscut încă drept aerodromul Melsbroek. Atât aeroportul civil Brussels Airport cât și Baza Aeriană Melsbroek folosesc în comun aceleași piste.

### După 1960

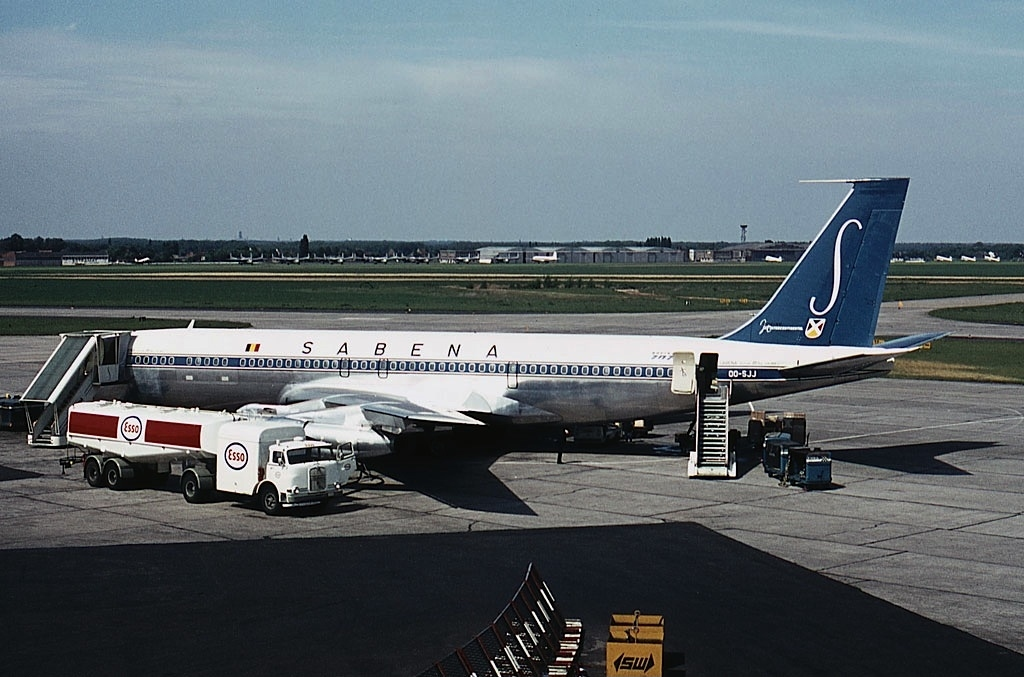
Boeing 707-300 al Sabena pe Aeroportul Bruxelles în 1966

În timpul exploziei aviației comerciale din anii 1960 și 1970 au fost construite mai multe hangare. Un nou terminal de containere a fost realizat în 1976. În 1994, un terminal de pasageri a fost ridicat adiacent clădirii din 1958. Două vechi dane de pasageri au fost demolate și înlocuite de unele moderne. În 2002, în mijlocul scandalului din jurul falimentul companiei naționale Sabena, a fost inaugurată o nouă dană.
În 2005, aeroportul a primit premiul „Best Airport in Europe” de la Consiliul Aeroportuar Internațional/Asociația Internațională de Transport Aerian (ACI/IATA), pe baza unui sondaj la nivel mondial realizat pe un eșantion de 100.000 de pasageri. Brussels Airport a continuat să apară anual pe lista aeroporturilor de top. Pe 12 decembrie 2005 a fost deschisă o legătură feroviară directă cu Leuven și Liège, după realizarea racordului Nossegem.
În 2007, aeroportul a deservit 17,8 milioane de pasageri, o creștere cu 7% față de 2006. Volumul de marfă manipulat în același an a urcat la 780.000 de tone, o creștere cu 8,9% față de 2006. În 2008, aeroportul a deservit 18,5 milioane de pasageri, adică o creștere cu 3.7% față de anul anterior.
În martie 2009, vechile tablouri mecanice de afișare a zborurilor au fost înlocuite cu unele electronice. În septembrie 2009, CEO Wilfried Van Assche a demisionat. Unul din motivele neoficiale a fost întârzierea construcției terminalului low-cost și un posibil proces intentat de 52 de linii aeriene active în Brussels Airport, pe motivul de taxare discriminatorie. Van Assche fusese cel care inițiase extinderea rețelei Long-Haul (Jet Airways, Hainan Airlines, Etihad Airways și US Airways) la Brussels Airport. În februarie 2010, Arnaud Feist a fost numit noul CEO. Președintele Comitetului de Acționari este Marc Descheemaecker.
Falimentul Sabena, pronunțat oficial pe 7 noiembrie 2011, a însemnat o scădere abruptă a traficului de pasageri și o lovitură din care aeroportul și-a revenit cu greutate.
Viitorul aeroportului este amenințat în ultimii ani și de divergențele dintre guvernele regiunilor Flamandă și Bruxelles referitoare la rutele aeriene nocturne și zgomotul produs de avioane în aceste perioade. Conform unui studiu neoficial, în materie de niveluri ale zgomotului creat și al numărului de persoane afectate de operațiunile de decolare și aterizare Brussels Airport este cel mai mare poluator fonic din cele 30 de aeroporturi europene investigate.
Pentru a-și proteja locuitorii, Regiunea Bruxelles a introdus, de la 1 ianuarie 2017, norme de zgomot stricte pentru avioanele care o survolează, provocând îngrijorare printre firmele și angajații Brussels Airport, din cauza temerii că unele companii și-ar putea muta operațiunile pe alte aeroporturi. Cu toate că nivelul zgomotului este permanent supravegheat și multe zboruri de noapte au fost desființate, unele societăți, printre care și Ryanair, și-au transferat deja o parte din cursele de la Zaventem la Charleroi sau în alte orașe.

### Atentatele din 2016
Pe 22 martie 2016, două explozii au avut loc în Aeroportul Bruxelles, la ora locală 07:58. Una a fost localizată lângă birourile de check-in ale American Airlines și Brussels Airlines, iar cealaltă lângă o cafenea Starbucks. O a treia bombă a fost găsită în aeroport și ulterior detonată controlat. În consecință, aeroportul a fost închis după atac până pe 3 aprilie, când a fost redeschis cu ajutorul unor structuri de primire temporare care asigurau operarea lui la mai puțin de 20% din capacitatea anterioară. Zborurile către Brussels Airport au fost ori anulate, ori redirecționate către cele mai apropiate aeroporturi, spre exemplu Aeroportul Bruxelles-Sud din Charleroi, Aeroportul Internațional Oostende-Bruges și Aeroportul Amsterdam Schiphol. La ora 09:11 CET, o altă explozie a avut loc la stația de metrou Maelbeek/Maalbeek. Organizația teroristă Statul Islamic a revendicat responsabilitatea atacurilor, considerându-le o pedeapsă pentru implicarea Belgiei în campania militară împotriva sa.

## Linii aeriene și destinații

### Pasageri
Următoarele linii aeriene operează zboruri regulate și charter spre și dinspre Bruxelles:
| Companii aeriene                                                | Destinații |
| --------------------------------------------------------------- | --- |
| Adria Airways                                                   | Ljubljana |
| Aegean Airlines                                                 | Atena Sezonier: Corfu, Heraklion, Rhodos, Salonic |
| Aer Lingus                                                      | Dublin |
| Aeroflot                                                        | Moscova–Șeremetievo |
| Air Algérie                                                     | Alger, Oran |
| Air Arabia Maroc                                                | Fez, Casablanca, Nador, Tanger |
| airBaltic                                                       | Riga |
| Air Canada                                                      | Montréal–Trudeau |
| Air Europa                                                      | Madrid |
| Air France operate de HOP!                                      | Lyon |
| Air Malta                                                       | Malta |
| Air Moldova                                                     | Chișinău |
| Air Serbia                                                      | Belgrad |
| Air Transat                                                     | Sezonier: Montréal–Trudeau |
| Alitalia                                                        | Milano–Linate, Roma–Fiumicino |
| Alitalia operate de Alitalia CityLiner                          | Milano–Linate |
| All Nippon Airways                                              | Tokyo–Narita |
| Austrian Airlines                                               | Viena |
| Blue Air (companie suspendată)                                  | Bacău, București, Iași Sezonier: Constanța |
| BMI Regional                                                    | East Midlands, Newcastle upon Tyne |
| British Airways                                                 | Londra–Heathrow |
| Brussels Airlines                                               | Abidjan, Accra, Agadir, Alicante, Atena, Banjul, Barcelona, Basel/Mulhouse, Berlin, Bilbao, Birmingham, Bologna, Budapesta, Bujumbura, Conakry, Copenhaga, Cotonou, Cracovia, Dakar, Douala, Edinburgh, Entebbe, Faro, Freetown, Geneva, Göteborg, Gran Canaria, Hamburg, Kigali, Kinshasa-N'djili, Lisabona, Lomé, Londra–Heathrow, Luanda, Lyon, Madrid, Málaga, Manchester, Marrakech, Marsilia, Milano–Linate, Milano–Malpensa, Monrovia, Moscova–Domodedovo, Mumbai, Napoli, New York–JFK, Nisa, Oslo–Gardermoen, Ouagadougou, Paris–Charles de Gaulle, Praga, Roma–Fiumicino, Stockholm-Bromma, Strasbourg, Tel Aviv–Ben Gurion, Tenerife–Sud, Toronto–Pearson, Toulouse, Torino, Varșovia–Chopin, Veneția, Viena, Vilnius, Yaoundé, Erevan, Zagreb Sezonier: Ajaccio, Bastia, Bordeaux, Calvi, Catania, Comiso, Dubrovnik, Figari, Florența, Funchal, Heraklion, Ibiza, Jerez de la Frontera, Lourdes, Olbia, Palermo, Palma de Mallorca, Porto, Rodos, Sevilla, Sankt Petersburg, Salonic, Washington–Dulles |
| Brussels Airlines operate de ASL Airlines France                | Paris–Charles de Gaulle |
| Brussels Airlines operated by BMI Regional                      | Bremen, Bristol, Hanovra, Nürnberg, Strasbourg, Torino (până pe 10 martie 2018) |
| Brussels Airlines operated by CityJet                           | Basel/Mulhouse, Billund (începând din 1 noiembrie 2017), Berlin, Birmingham, Bologna, Bordeaux, Copenhaga, Edinburgh, Geneva, Göteborg, Hamburg, Hanovra (începând din 1 noiembrie 2017), Cracovia, Milano–Linate, Milano–Malpensa, Nantes (începând din 1 noiembrie 2017), Nisa, Praga, Torino (începând din 11 martie 2018) Veneția, Viena, Varșovia–Chopin |
| Brussels Airlines operate de Flybe                              | Billund, Birmingham, Hanovra, Nantes (până pe 31 octombrie 2017) |
| Bulgaria Air                                                    | Sofia |
| Cobalt Air                                                      | Larnaca |
| Corendon Airlines                                               | Antalya, Bodrum, Burgas Dalaman, Faro |
| Corendon Dutch Airlines                                         | Sezonier: Heraklion |
| Croatia Airlines                                                | Zagreb |
| Czech Airlines                                                  | Praga |
| Dan Air                                                         | Brașov |
| Delta Air Lines                                                 | Atlanta, New York–JFK |
| easyJet                                                         | Bordeaux, Napoli (până pe 27 octombrie 2017), Nisa |
| easyJet Switzerland                                             | Basel/Mulhouse, Geneva |
| EgyptAir                                                        | Cairo |
| El Al                                                           | Tel Aviv–Ben Gurion |
| Emirates                                                        | Dubai–International |
| Ethiopian Airlines                                              | Addis Abeba |
| Etihad Airways                                                  | Abu Dhabi |
| Eurowings                                                       | Stuttgart |
| Eurowings operate de Eurowings Europe                           | Salzburg |
| Eurowings operate de Germanwings                                | Stuttgart |
| Finnair                                                         | Helsinki |
| Finnair operated by Nordic Regional Airlines                    | Helsinki |
| Freebird Airlines                                               | Charter sezonier: Antalya, Bodrum |
| Hainan Airlines                                                 | Beijing–Capitală, Shanghai–Pudong (reluate pe 25 octombrie 2017) |
| Iberia                                                          | Madrid |
| Icelandair                                                      | Reykjavík–Keflavík |
| KLM                                                             | Amsterdam |
| KLM operate de KLM Cityhopper                                   | Amsterdam |
| LOT                                                             | Varșovia–Chopin |
| Lufthansa                                                       | Frankfurt, München |
| Lufthansa Regional operated by Lufthansa CityLine               | Frankfurt, München |
| Middle East Airlines                                            | Beirut |
| Nordica operate de LOT                                          | Tallinn |
| Nouvelair                                                       | Charter sezonier: Djerba, Monastir |
| Onur Air                                                        | Antalya |
| Pegasus Airlines                                                | Sezonier: Antalya |
| Qatar Airways                                                   | Doha |
| Qeshm Air                                                       | Teheran–Imam Khomeini |
| Royal Wings                                                     | Charter sezonier: Aqaba |
| Royal Air Maroc                                                 | Casablanca, Nador, Rabat, Tanger Sezonier: Al Hoceima, Oujda |
| RwandAir                                                        | Kigali |
| Ryanair                                                         | Alicante, Barcelona, Berlin, Dublin, Larnaca, Lisabona, Madrid, Málaga, Malta, Milano–Malpensa, Porto, Roma–Fiumicino, Treviso, Valencia Sezonier: Grenoble, Hamburg, Ibiza, Palma de Mallorca |
| Scandinavian Airlines                                           | Copenhaga, Oslo–Gardermoen, Stockholm–Arlanda Sezonier: Göteborg |
| SunExpress                                                      | Sezonier: Ankara, Izmir |
| Swiss International Air Lines                                   | Zürich |
| Swiss International Air Lines operate de Swiss Global Air Lines | Zürich |
| Tailwind Airlines                                               | Charter: Antalya, Eskișehir |
| TAP Portugal                                                    | Lisabona |
| TAROM                                                           | București |
| Thai Airways                                                    | Bangkok–Suvarnabhumi |
| TUI fly Belgium                                                 | Agadir, Alicante, Almería, Antalya, Banjul, Boa Vista, Cancún, Fuerteventura, Funchal, Gran Canaria, Hurghada, La Palma, Lanzarote, Málaga, Marrakesh, Marsa Alam, Miami, Montego Bay, Priștina, Punta Cana, Rabat, Sal, Santo Domingo, Sharm el-Sheikh, St. Maarten (începând din 30 octombrie 2017), Tenerife–Sud, Tirana, Varadero Sezonier: Ajaccio, Atena, Bastia, Bodrum, Brač, Brindisi, Burgas, Catania, Chania, Corfu, Dalaman, Dubrovnik, Faro, Girona, Heraklion, Ibiza, Izmir, Jerez de la Frontera, Kittilä, Kos, Lamezia Terme, Lourdes, Menorca, Mykonos, Napoli, Olbia, Orlando/Sanford, Palermo, Palma de Mallorca, Paphos, Patras, Ponta Delgada, Reus, Rodos, Salonic, Samos, Santorini, Tivat, Varna, Volos, Zakynthos, Zanzibar |
| Tunisair                                                        | Djerba, Enfidha, Monastir, Tunis |
| Turkish Airlines                                                | Istanbul–Atatürk, Istanbul–Sabiha Gökçen |
| Ukraine International Airlines                                  | Kiev–Boryspil |
| United Airlines                                                 | Chicago–O'Hare, Newark, Washington–Dulles |
| Vueling                                                         | Alicante, Barcelona, Málaga, Valencia Sezonier: Ibiza, Palma de Mallorca, Santiago de Compostela |
| WOW air                                                         | Reykjavík–Keflavík |

^1 Zborurile Ethiopian Airlines de la Bruxelles către Addis Abeba fac o escală în Paris. Totuși, compania nu deține drepturi de trafic pentru transportul pasagerilor doar între Bruxelles și Paris.

^2 Zborurile RwandAir de la Bruxelles către Kigali fac o escală în Londra. Totuși, compania nu deține drepturi de trafic pentru transportul pasagerilor doar între Bruxelles și Londra.

### Marfă
| Companii aeriene                                        | Destinații                                                                                                |
| ------------------------------------------------------- | --- |
| Air Algérie Cargo                                       | Alger, Casablanca                                                                                         |
| Asiana Cargo                                            | Anchorage, Halifax, Londra–Stansted, New York–JFK, Seul–Incheon                                           |
| ASL Airlines Belgium                                    | Helsinki                                                                                                  |
| DHL Aviation operate de AeroLogic                       | Bahrein, Leipzig/Halle                                                                                    |
| DHL Aviation operate de DHL Air UK                      | Cincinnati, Lagos, Leipzig/Halle                                                                          |
| DHL Aviation operate de European Air Transport Leipzig  | Bergamo, Budapesta, Copenhaga, East Midlands, Leipzig/Halle, Lisabona, Londra–Heathrow, Vitoria           |
| DHL Aviation operate de Kalitta Air                     | Bahrein, Cincinnati, Leipzig/Halle                                                                        |
| DHL Aviation operate de Swiftair                        | Barcelona, Bratislava, Madrid                                                                             |
| Emirates SkyCargo                                       | Chicago–O'Hare, Dubai–Al Maktoum                                                                          |
| Ethiopian Airlines Cargo                                | Addis Abeba, Dubai–Al Maktoum, Guangzhou, Hong Kong, New York–JFK, Shanghai                               |
| Etihad Cargo                                            | Abu Dhabi                                                                                                 |
| Finnair Cargo operate de European Air Transport Leipzig | Helsinki                                                                                                  |
| Qatar Airways Cargo                                     | Doha, Entebbe, Nairobi, Oslo–Gardermoen, Stavanger                                                        |
| Royal Air Maroc                                         | Casablanca                                                                                                |
| Saudia Cargo                                            | Dammam, Jedda, Milano–Malpensa, Riad, Viena                                                               |
| Singapore Airlines Cargo                                | Bangalore, Chennai, Chicago–O'Hare, Copenhaga, Dallas/Fort Worth, Los Angeles, Mumbai, Sharjah, Singapore |

## Statistici

### Trafic
| An   | Volum pasageri | Modificare față de anul precedent | Zboruri | Modificare față de anul precedent | Marfă (tone) | Modificare față de anul precedent |
| ---- | -------------- | --------------------------------- | ------- | --------------------------------- | ------------ | --------------------------------- |
| 2016 | 21.818.418     | ▼07,00%                           | 223.688 | ▼06,50%                           | 494.637      | ▲01,10%                           |
| 2015 | 23.460.018     | ▲06,96%                           | 239.349 | ▲03,38%                           | 489.303      | ▲07,79%                           |
| 2014 | 21.933.190     | ▲014,60%                          | 231.528 | ▲06,90%                           | 453.954      | ▲05,60%                           |
| 2013 | 19.133.222     | ▲00,90%                           | 216.678 | ▼03,00%                           | 429.938      | ▼06,40%                           |
| 2012 | 18.971.332     | ▲01,00%                           | 223.431 | ▼04,40%                           | 459.265      | ▼03,30%                           |
| 2011 | 18.786.034     | ▲09,30%                           | 233.758 | ▲03,60%                           | 475.124      | ▼00,20%                           |
| 2010 | 17.180.606     | ▲01,10%                           | 225.682 | ▼02,60%                           | 476.135      | ▲06,00%                           |
| 2009 | 16.999.154     | ▼08,20%                           | 231.668 | ▼010,50%                          | 449.132      | ▼032,1%                           |
| 2008 | 18.515.730     | ▲03,40%                           | 258.795 | ▼02,10%                           | 661.143      | ▼015,60%                          |
| 2007 | 17.900.000     | ▲07,10%                           | 264.366 | ▲03,80%                           | 783.727      | ▲08,90%                           |
| 2006 | 16.707.892     | ▲03,30%                           | 254.772 | ▲00,60%                           | 719.561      | ▲02,40%                           |
| 2005 | 16.179.733     | ▲03,50%                           | 253.255 | ▼00,30%                           | 702.819      | ▲05,80%                           |
| 2004 | 15.632.773     | ▲02,90%                           | 254.070 | ▲00,70%                           | 664.375      | ▲09,40%                           |
| 2003 | 15.194.097     | ▲05,40%                           | 252.249 | ▼01,80%                           | 607.136      | ▲013,1%                           |
| 2002 | 14.410.555     | ▼026,8%                           | 256.889 | ▼015,9%                           | 536.826      | ▼08,00%                           |
| 2001 | 19.684.867     | ▼09,00%                           | 305.532 | ▼06,30%                           | 583.729      | ▼015,1%                           |
| 2000 | 21.637.003     | ▲07,90%                           | 352.972 | ▲04,20%                           | 687.385      | ▲01,90%                           |
| 1999 | 20.048.532     | ▲015,7%                           | 312.892 | ▲04,30%                           | 674.837      | –                                 |
| 1998 | 18.400.000     | ▲015,7%                           | 300.000 | ▲08,30%                           |              |                                   |
| 1997 | 15.900.000     | ▲018,7%                           | 277.000 | ▲04,90%                           |              |                                   |
| 1996 | 13.400.000     | ▲07,20%                           | 264.000 | –                                 |              |                                   |
| 1995 | 12.500.000     | ▲011,6%                           |         |                                   |              |                                   |
| 1994 | 11.200.000     | –                                 |         |                                   |              |                                   |
| 1993 | 10.000.000+    | –                                 |         |                                   |              |                                   |
| 1950 | 240.000+       | –                                 |         |                                   |              |                                   |

- Contracțiile din 2001 și 2002 se datorează efectelor combinate ale atentatelor de la 11 septembrie și falimentului companiei naționale de la acea vreme, Sabena.
- Scăderea traficului de marfă în 2008 și 2009 se datorează efectelor combinate ale crizei financiare, care a afectat și volumul de pasageri în 2009, precum și relocării DHL Aviation pe Aeroportul Leipzig/Halle. DHL a părăsit Brussels Airport după ce guvernul belgian a decis să restricționeze numărul de zboruri de marfă pe timpul nopții din cauza zgomotului produs de operațiuni, care afecta locuitorii din vecinătatea aeroportului.
- Scăderea numărului de zboruri și pasageri din 2016 a fost un efect al atentatelor teroriste, care au cauzat închiderea timp de 11 zile a aeroportului, urmată de redeschiderea la o capacitate de trafic redusă sever.

### Rute
| Poz. | Destinație | Aeroport(uri) | Pasageri 2015 | Pasageri 2016 |
| ---- | ---------- | ------------- | ------------- | ------------- |
| 1    | Barcelona  | BCN           | 862,165       | 889,180       |
| 2    | Madrid     | MAD           | 805,092       | 763,016       |
| 3    | Roma       | FCO           | 793,605       | 713,392       |
| 4    | Berlin     | TXL, SXF      | 510,143       | 703,272       |
| 5    | Lisabona   | LIS           | 725,839       | 698,131       |
| 6    | Londra     | LHR, LGW      | 723,081       | 587,487       |
| 7    | Geneva     | GVA           | 570,261       | 545,230       |
| 8    | Málaga     | AGP           | 463,838       | 499,228       |
| 9    | Milano     | MXP, LIN      | 542,962       | 492,068       |
| 10   | Frankfurt  | FRA           | 517,941       | 467,068       |

| Poz. | Destinație       | Aeroport(uri) | Pasageri 2015 | Pasageri 2016 |
| ---- | ---------------- | ------------- | ------------- | ------------- |
| 1    | New York City    | JFK, EWR      | 601,314       | 441,212       |
| 2    | Tel Aviv         | TLV           | 289,395       | 267,366       |
| 3    | Washington, D.C. | IAD           | 221,855       | 212,027       |
| 4    | Dubai            | DXB           | 209,476       | 187,049       |
| 5    | Montréal         | YUL           | 180,628       | 174,843       |
| 6    | Doha             | DOH           | 147,395       | 156,644       |
| 7    | Abu Dhabi        | AUH           | 171,407       | 144,239       |
| 8    | Casablanca       | CMN           | 159,188       | 142,294       |
| 9    | Beijing          | PEK           | 114,673       | 108,464       |
| 10   | Bangkok          | BKK           | 100,026       | 101,434       |

## Transport la sol

### Rutier

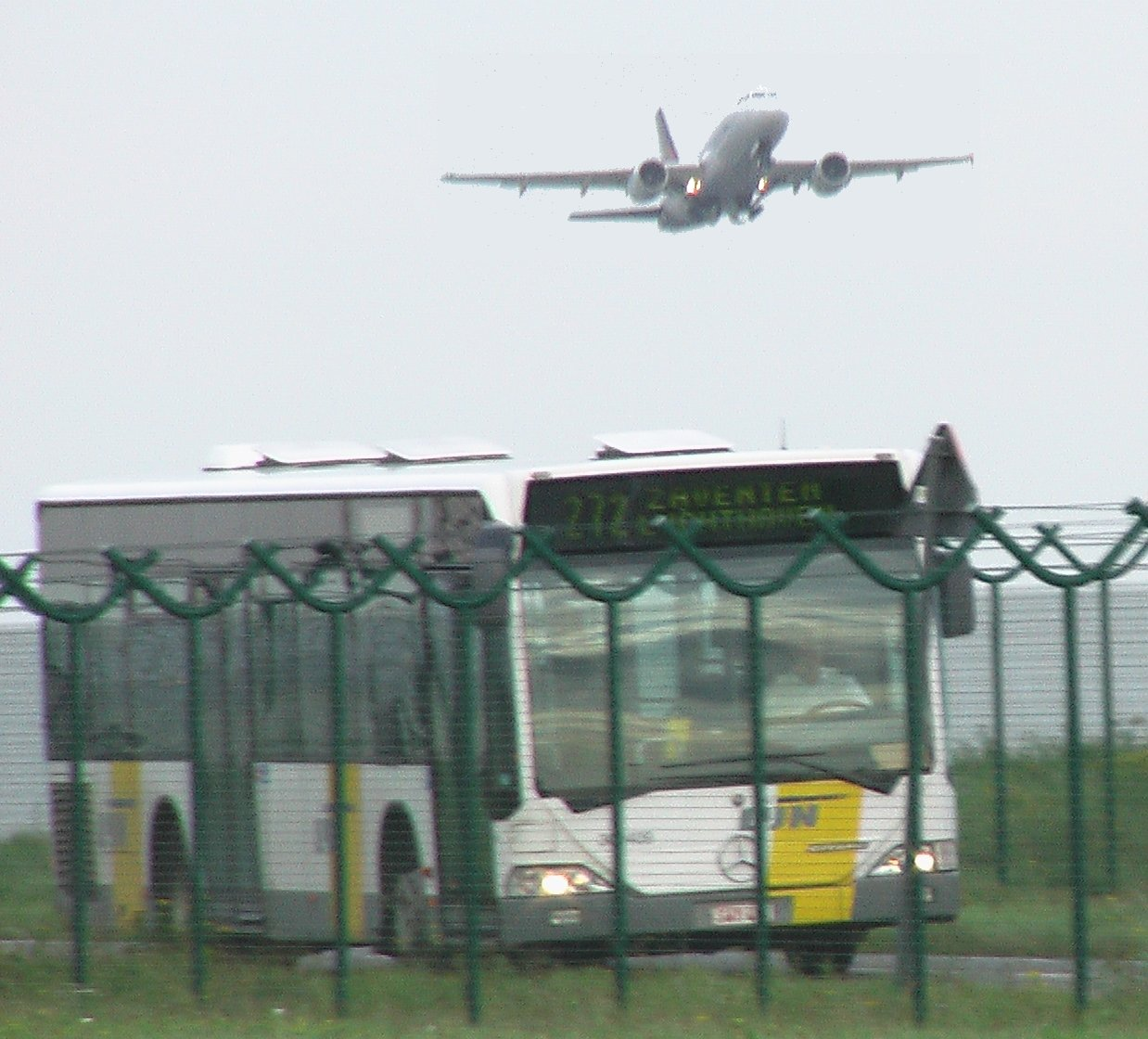
Autobuz De Lijn în zona Brucargo a Brussels Airport.

La Brussels Airport se poate ajunge cu mașina pe A201, care este conectată direct cu inelul de ocolire a Bruxelles-ului. De acolo se poate continua pe majoritatea autostrăzilor principale din Belgia. Trei mari parcări supraetajate au fost construite de parteneri privați ai aeroportului, iar acestea oferă în total 10.800 de locuri de parcare în vecinătatea terminalului. În ultimii ani, după demolarea unor vechi corpuri de clădiri-anexă din apropiere, au fost realizate la sol și alte parcări mai mici, rezultând un total de circa 20.000 de locuri de parcare. Există și parcări pe termen lung aflate la distanțe mai mari, spre exemplu în Zaventem sau Machelen. De acolo, pasagerii sunt transportați la aeroport cu microbuze ale parcării.
Shell operează o benzinărie deservită de personal chiar la ieșirea din complexul aeroportului și alta cu autoservire, mai mică, pe o stradă din Zaventem aflată în apropiere.
În aeroport sunt prezente mai multe societăți internaționale de închirieri de mașini precum Avis, Enterprise, Europcar, Hertz, Sixt și Thrifty. Taxi2Share asigură servicii de taximetrie partajată de la aeroport.
În cadrul Inițiativei START, De Lijn operează numeroase servicii de autobuz dinspre și către Bruxelles și diverse orașe din Flandra, majoritatea traseelor traversând zona Brucargo. Autobuzele De Lijn opresc la peroanele A și B ale autogării din aeroport. De la peronul C, compania bruxelleză MIVB/STIB asigură legătura cu centrul capitalei și gara Bruxelles-Luxembourg prin intermediul liniilor 12 (în zilele lucrătoare până la ora 20:00) sau 21 (la sfârșit de săptămână și după ora 20:00 în zilele lucrătoare). De Decker en Van Riet realizează curse directe la fiecare oră către Antwerpen cu autocarele proprii. Peronul E este folosit de microbuzele sau autobuzele hoteliere, care oferă navete către mai multe hoteluri din zonă.
Taxiurile sunt disponibile permanent în fața terminalului de sosiri. Vehiculele licențiate pot fi recunoscute după emblema colorată în albastru-galben.

### Feroviar

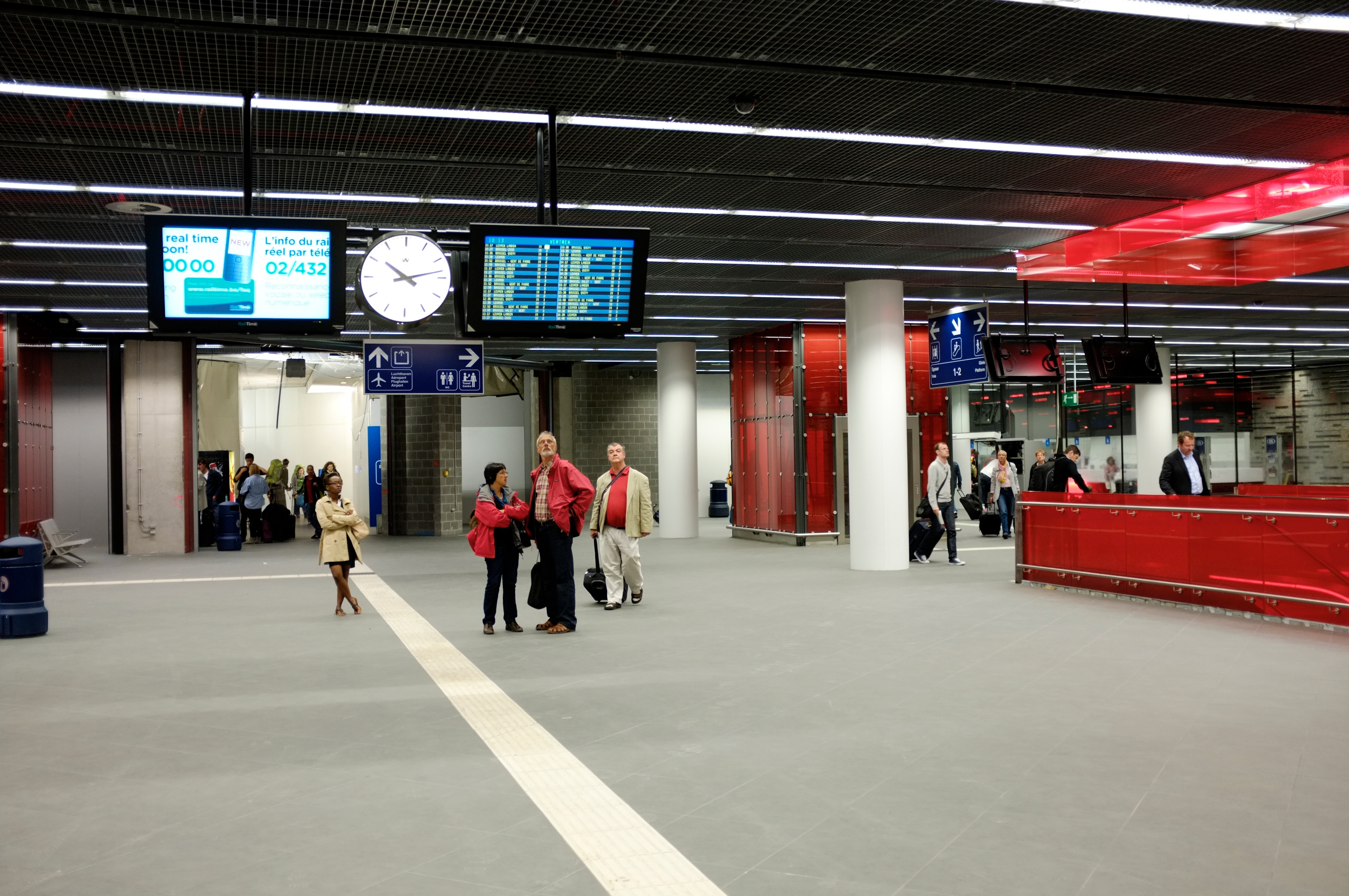
Gara Brussels Airport-Zaventem

Gara feroviară este situată sub clădirea aeroportului, la etajul −1. Gara asigură legături directe cu Antwerpen, Bruxelles, De Panne, Gent, Hasselt, Landen, Leuven, Mechelen, Nivelles și Quévy. Cel puțin patru trenuri pe oră deservesc traseul cel mai folosit, către Gara Bruxelles-Sud, unde călătorii au acces la conexiuni internaționale prin intermediul serviciilor feroviare de mare viteză: Eurostar (spre Londra), Thalys (spre Amsterdam, Avignon, Köln, Essen, Lille, Marseille, Paris și Valence), ICE (spre Köln și Frankfurt) și Eurocity (spre Basel, Berna, Chur, Luxembourg și Zürich).
O legătură feroviară directă spre Leuven a fost inaugurată pe 12 decembrie 2005. O altă legătură directă, spre Antwerpen și Mechelen, prin intermediul proiectului Diabolo, a fost deschisă publicului pe 10 iunie 2012. Deoarece proiectul Diabolo este un parteneriat public-privat, toți călătorii care folosesc gara aeroportului plătesc o taxă suplimentară numită „redevența Diabolo”, care permite finanțarea mentenanței și operării infrastructurii construite prin acest proiect, precum și recuperarea de către partenerul privat a părții sale de investiție și profit.
Pe 15 decembrie 2014 a fost dată în folosință o linie directă între Bruges și aeroport, precum și servicii InterCity către Schiphol și Amsterdam.
Prin finalizarea tunelului Schuman-Josaphat a fost realizată o nouă legătură, care asigură conectarea directă a aeroportului cu cartierul european prin trenuri către gările Bruxelles-Schuman și Bruxelles-Luxembourg. Această legătură permite reducerea timpului călătoriei între aeroport și cartierul european la doar 15 minute. Inițial, NMBS/SNCB a anunțat că linia va fi deservită de un tren pe oră, însă în prezent pe linie circulă în zilele lucrătoare un tren la fiecare 30 de minute.